# Фримантлский доктор

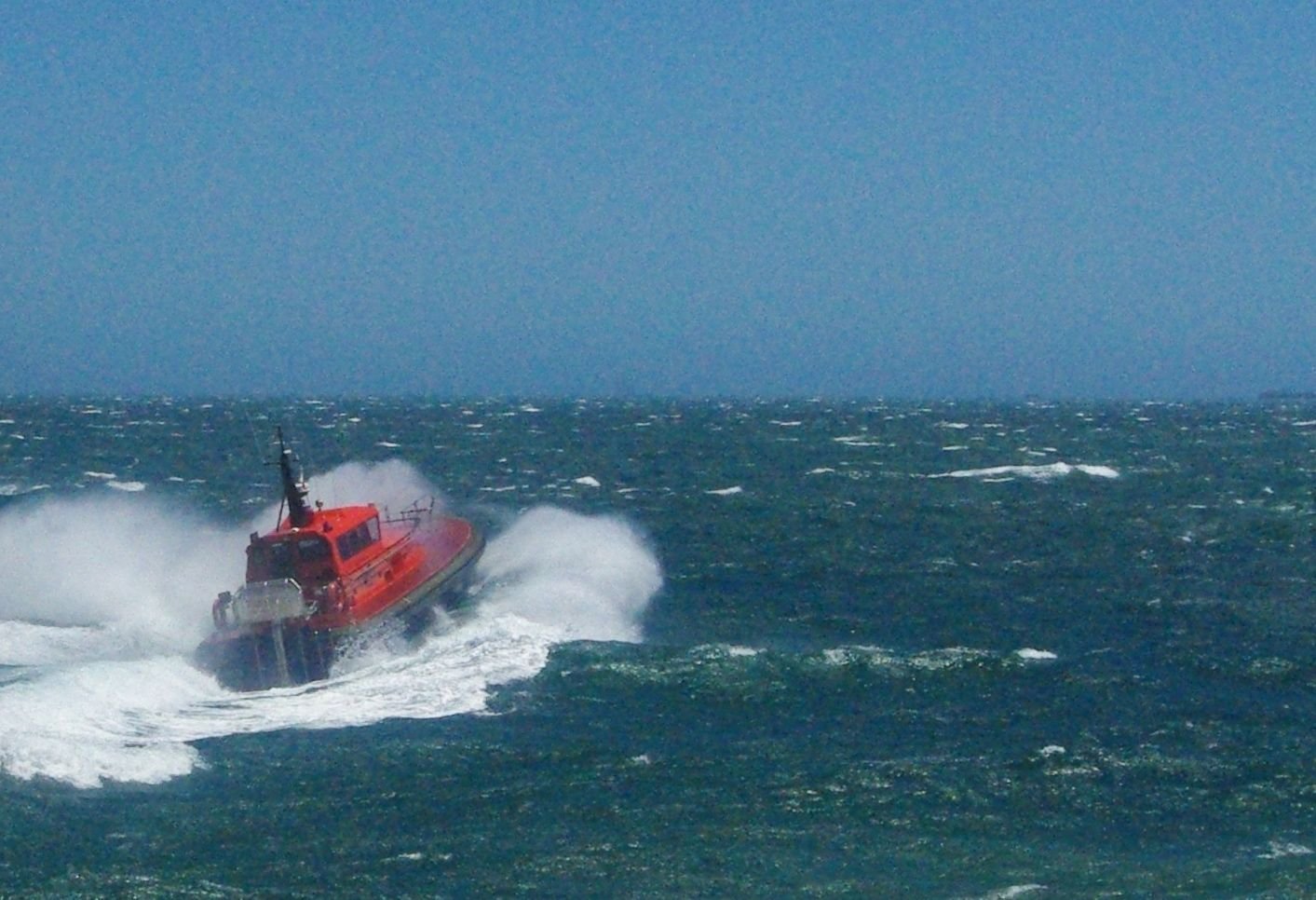
Катер преодолевает порывы «Фримантлского доктора» на входе в бухту Фримантла

Фримантлский доктор (англ. Fremantle Doctor), также Фреодоктор (англ. Freo Doctor) или просто Доктор (англ. The Doctor) — западно-австралийское название полуденного морского бриза, заменяющего собой горячие северо-восточные ветры, который возникает в летние месяцы на западном побережье Австралии. В такие дни температура падает ниже 30 градусов через несколько часов после смены ветра.

## Направление
В течение летних месяцев бриз постоянно дует с юго-запада вдоль южной части западного побережья, начиная с полудня до трёх часов дня. Он может проникать в глубь страны на 100 километров, к вечеру достигая города Йорк. Своё название Фримантлский доктор получил благодаря тому, что в столице штата Западная Австралия городе Перт кажется, будто ветер, который приносит долгожданное облегчение от высоких летних температур, дует из соседнего прибрежного города Фримантл. Фримантлский доктор охлаждает пригород Перта на несколько градусов, в то время как ближе к побережью ветер может быть довольно сильным (часто от 15 до 20 узлов). Посещение пляжа в дневные часы становится весьма неприятным. В дни, когда ветер отсутствует, температура в пригороде Перта часто превышает 40 °C. Это тоже связано с влиянием сильного восточного ветра, дующего из центральных пустынных районов материка.